# Yunohamella yunohamensis
Yunohamella yunohamensis is een spinnensoort in de taxonomische indeling van de kogelspinnen (Theridiidae).
Het dier behoort tot het geslacht Yunohamella. De wetenschappelijke naam van de soort werd voor het eerst geldig gepubliceerd in 1906 door Friedrich Wilhelm Bösenberg & Embrik Strand.